# Fritz Flachberger
Fritz Flachberger, né le 27 mars 1948 et décédé le 17 juillet 2014, originaire d'Autriche, est un ancien pilote de rallyes namibien. 
Il résida également dix ans au Libéria durant une partie de sa vie.

## Biographie
Cet ancien pilote automobile commença par la pratique du motocross en Namibie, durant les années 1970.
Il est le propriétaire actuel d'un ranch namibien de 14 000 ha avec son épouse Monika, le "Ranch Okapuka", proche de la capitale Windhoek.
Il est également un pilote d'hélicoptères confirmé.

## Palmarès
- 1995: Champion d'Afrique des rallyes (ARC), sur un Groupe A Ford Escort RS Cosworth (copilote Wicus Bruwer);
- Vainqueur du rallye de Namibie (Total Tara International Rally) en 1995.